# Canton de Tôtes
Le canton de Tôtes est une ancienne division administrative française située dans le département de la Seine-Maritime et la région Haute-Normandie.

## Géographie
Ce canton était organisé autour de Tôtes dans l'arrondissement de Dieppe. Son altitude variait de 69 m (Saint-Pierre-Bénouville) à 176 m (Fresnay-le-Long) pour une altitude moyenne de 134 m.

## Histoire
- Prononciation : /to:t/.

- Attestations anciennes : Totes 1030, Tostas XIIe siècle. Pluriel vieil anglais du norrois topt « emplacement d'une maison » qui a par ailleurs donné -tot (Yvetot, Bouquetot, etc.). Ce nom est homonyme de Tostes (Eure) et Tostes (Calvados). Même nom que Tofts (en) (GB, Norfolk).

- De 1833 à 1848, les cantons de Tôtes et de Bellencombre avaient le même conseiller général. Le nombre de conseillers généraux était limité à 30 par département[1].

## Représentation

### Conseillers généraux de 1833 à 2015
| Période        | Période      | Identité                                       | Étiquette                | Qualité |
| -------------- | ------------ | ---------------------------------------------- | ------------------------ | --- |
| 1833           | 1836         | Charles Levavasseur                            |                          | Propriétaire, maire de Sainte-Geneviève |
| 1836           | 1847 (décès) | Marquis Justin de Chasseloup-Laubat            | Majorité gouvernementale | Capitaine d'état-major, aide de camp du Maréchal Maison puis Ministre plénipotentiaire près la Confédération Germanique Député (1837-1847) |
| 1847           | 1848         | Louis Jérôme Petit de l'Estang                 | Conservateur             | Juge, maire de Saint-Victor-l'Abbaye |
| 1848           | 1886         | Comte Maxime de Maurès de Malartic (1808-1891) | Droite                   | Maire de Tôtes |
| 1886           | 1892         | Jules Nepveu                                   | Droite                   | Propriétaire à Biville-la-Baignarde |
| 1892           | 1895 (décès) | Jules Prével                                   | Républicain              | Maire de Biville-la-Baignarde |
| 1895           | 1916 (décès) | Daniel de Folleville de Bimorel                | Rad.                     | Doyen honoraire de la Faculté de Droit Conseiller municipal d'Imbleville Député (1896-1898 et 1906-1916)                                   |
| 1916           | 1919         | siège vacant                                   |                          | |
| 1919           | 1925         | Ferdinand Quesnel                              | Républicain libéral      | Ingénieur, contrôleur des filatures et du tissage à Rouen Adjoint au maire de Tôtes                                                        |
| 1925           | 1940         | Jean Desjonquères                              | RG                       | Maire de Foucarmont |
| 1943           | 1945         | Georges Bataille                               | ?                        | Maire de Biville-la-Baignarde Nommé conseiller départemental en 1943                                                                       |
| 1945           | 1951         | Georges Bataille                               | DVD                      | Maire de Biville-la-Baignarde |
| 1951           | 1979         | Emmanuel Lecœur                                | DVD puis RI puis UDF-PR  | Industriel Maire d'Auffay (1947-1965) |
| 1979           | 1985         | Jean-Marie Leduc                               | PS                       | Technicien agricole Député (1988-1993) maire de Tôtes                                                                                      |
| 1985           | Juin 2002    | Michel Bénet                                   | DVD                      | Médecin Maire de Val-de-Saâne (1989-2001)                                                                                                  |
| Septembre 2002 | 2015         | Chantal Furon-Bataille                         | DVD                      | Maire de Biville-la-Baignarde (1983-2018)                                                                                                  |

Le site officiel du ministère de l'Intérieur, de l'Outre-mer, des Collectivités Territoriales et de l'Immigration

### Conseillers d'arrondissement (de 1833 à 1940)
| Période                                  | Période      | Identité                                       | Étiquette          | Qualité |
| ---------------------------------------- | ------------ | ---------------------------------------------- | ------------------ | --- |
| 1833                                     | 1842 (décès) | Pierre François Lehayer de Bimorel (1788-1842) |                    | Militaire, maire d'Imbleville                                                                               |
|                                          |              |                                                |                    | |
| 1848                                     | 1854 (décès) | Charles-Nicolas Savouray (1793-1854)           | Parti de l'Ordre   | Notaire, maire de Tôtes                                                                                     |
| 1854                                     | 1886         | Gustave Legentil                               | Monarchiste        | Propriétaire, maire de Saint-Victor-l'Abbaye                                                                |
| 1886                                     | 1892         | Georges Grandin de Raimbouville                | Droite             | Attaché à la Banque de France, propriétaire à Gonneville                                                    |
| 1892                                     | 1913         | Émile Pochon                                   | Républicain        | Propriétaire, adjoint au maire de Tôtes                                                                     |
| 1913                                     | 1919         | Narcisse Dufour                                | Républicain        | Maire d'Auffay                                                                                              |
| 1919                                     | 1937         | Achille Lambert                                | Union républicaine | Maire de Tôtes                                                                                              |
| 1937                                     | 1940         | Fernand Bataille (1888-1967)                   | Union nationale    | Maire de Biville-la-Baignarde                                                                               |
| 1940                                     |              |                                                |                    | Les conseils d'arrondissement ont été suspendus par la loi du 12 octobre 1940 et n'ont jamais été réactivés |
| Les données manquantes sont à compléter. |              |                                                |                    | |

## Composition
Le canton de Tôtes regroupait 22 communes et comptait 11 329 habitants (selon le nouveau recensement INSEE en cours).
| Communes                    | Population (2012) | Code postal | Code Insee |
| --------------------------- | ----------------- | ----------- | ---------- |
| Auffay                      | 1757              | 76720       | 76034      |
| Beauval-en-Caux             | 411               | 76890       | 76063      |
| Belleville-en-Caux          | 357               | 76890       | 76072      |
| Bertrimont                  | 241               | 76890       | 76086      |
| Biville-la-Baignarde        | 570               | 76890       | 76096      |
| Bracquetuit                 | 305               | 76850       | 76138      |
| Calleville-les-Deux-Églises | 303               | 76890       | 76153      |
| Étaimpuis                   | 605               | 76850       | 76249      |
| La Fontelaye                | 34                | 76890       | 76274      |
| Fresnay-le-Long             | 235               | 76850       | 76284      |
| Gonneville-sur-Scie         | 399               | 76590       | 76308      |
| Imbleville                  | 299               | 76890       | 76373      |
| Montreuil-en-Caux           | 429               | 76850       | 76449      |
| Saint-Denis-sur-Scie        | 444               | 76890       | 76574      |
| Saint-Maclou-de-Folleville  | 543               | 76890       | 76602      |
| Saint-Pierre-Bénouville     | 320               | 76890       | 76632      |
| Saint-Vaast-du-Val          | 356               | 76890       | 76654      |
| Saint-Victor-l'Abbaye       | 627               | 76890       | 76656      |
| Tôtes                       | 1 084             | 76890       | 76700      |
| Val-de-Saâne                | 1 342             | 76890       | 76018      |
| Varneville-Bretteville      | 292               | 76890       | 76721      |
| Vassonville                 | 376               | 76890       | 76723      |

## Démographie
| 1962  | 1968  | 1975  | 1982   | 1990   | 1999   | 2009 |
| ----- | ----- | ----- | ------ | ------ | ------ | ---- |
| 8 509 | 8 982 | 9 294 | 10 113 | 10 618 | 10 937 | -    |